# Anita Bryant
Anita Jane Bryant (n. 25 martie 1940, Barnsdall, Oklahoma, SUA – d. 16 decembrie 2024, Edmond⁠(d), Oklahoma, SUA) a fost o cântăreață americană, fostă Miss Oklahoma și fost ambasador pentru Comisia de Citrice din Florida. 

## Piese (selecție)
- Paper Roses
- In My Little Corner Of The World
- All Alone Am I
- Wonderland By Night
- Little Things Mean A Lot
- The World Of Lonely People

## Legături externe
- Anita Bryant la IMDB